# 2017 MB7
2017 MB7 est un objet transneptunien damocloïde. En janvier 2018 c'était la planète mineure connue ayant le plus grand aphélie, sachant que certaines comètes ont une orbite allant au-delà. Son orbite a été modifiée et en prenant en compte l'époque du 17 décembre 2020 son aphélie est abaissée à 2923 UA.